# Ирис щетинистый
И́рис щети́нистый (лат. Íris setósa) — растение, вид рода  Ирис (Iris) семейства Ирисовые (Iridaceae).

## Ботаническое описание

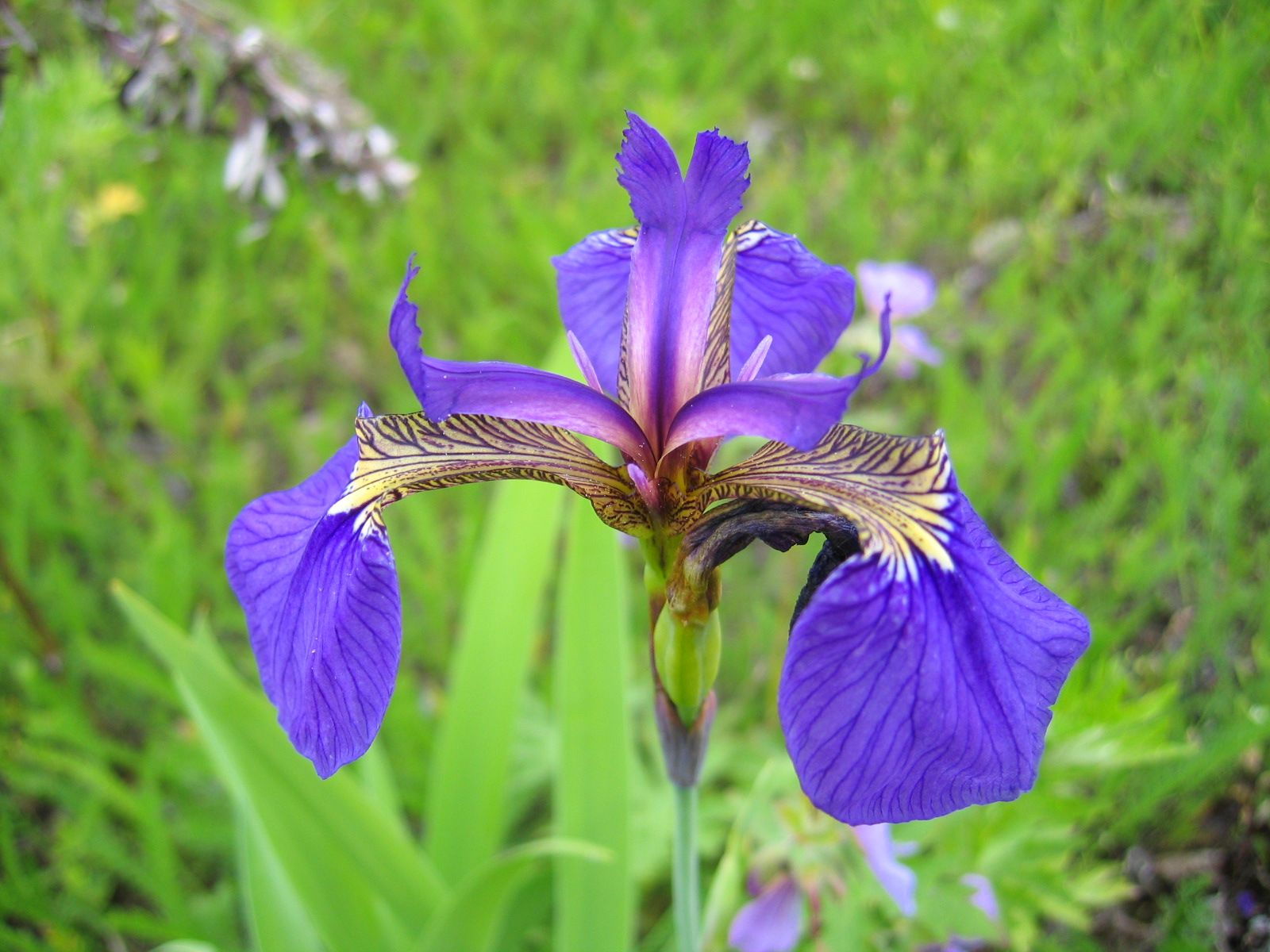

Травянистый многолетник до 1 м в высоту, с толстым ветвящимся деревянистым корневищем.
Листья большей частью прикорневые, линейные, до 2 см шириной. На зиму опадают.
Цветки синие с различными оттенками, 5—10 см в диаметре, околоцветник сине-фиолетовый или красно-фиолетовый. Цветёт в июне—июле.
Плод — вздутая трёхгранная коробочка.
Декоративен.

## Распространение и экология

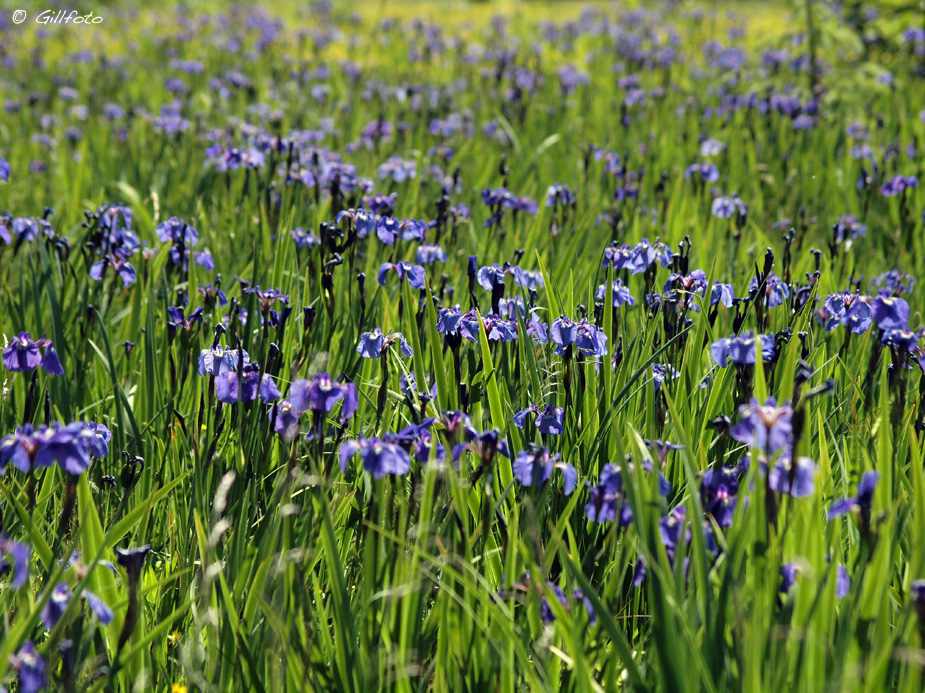
Группа цветущих растений на Аляске

Встречается в умеренной зоне Северного полушария. В Северной Америке распространён в Канаде (Юкон и Британская Колумбия) и США (Аляска), в Восточной Азии — в Китае (Гирин), Японии и на Корейском полуострове.
В России встречается в Восточной Сибири и на Дальнем Востоке (Камчатка, Сахалин, Амурская и Магаданская области, Хабаровский и Приморский края).
Растёт на лугах, полянах, окраинах болот в лесном поясе, реже в высокогорье.

## Значение и применение
По наблюдениям в Пенжинском районе Камчатки одно из самых любимых растений северного оленя (Rangifer tarandus).
Поедается с лета до зимы европейским лосём (Alces alces Linnaeus).
Неприхотливое декоративное растение, по состоянию на 2002 год зарегистрировано 23 культивара и 22 межвидовых гибрида с ирисом сибирским (Iris sibirica L.), ирисом гладким (Iris laevigata Fisch.) и другими.
Обжаренные и размолотые семена используют как заменитель кофе.
Отвар корневищ применяют как слабительное средство.